# Adaobi Tricia Nwaubani
Adaobi Tricia Nwaubani (1976-ban született) nigériai regényíró, humorista, esszéíró és újságíró. Debütáló regénye, az I Do Not Come to You By Chance 2010-ben elnyerte a Nemzetközösségi írói díjat a legjobb első könyvért (Afrika), Betty Trask First Book díjat, és a The Washington Post a 2009-es év legjobb könyvei közé sorolta. 2018 szeptemberében jelent meg a HarperCollins kiadónál debütáló ifjúsági regénye, a Boko Haram által elrabolt lányokkal készített interjúk alapján írt Buried Beneath the Baobab Tree, amely 2018 szeptemberében jelent meg. Elnyerte a 2018-as Raven Award for Excellence in Arts and Entertainment díjat, bekerült az Amerikai Könyvtári Szövetség (American Library Association) legjobb ifjúsági regényei közé, és a Notable Social Studies Trade Books for Young People 2019-es válogatásába.

## Életrajza
Chukwuma Hope Nwaubani főnök és Dame Patricia Uberife Nwaubani gyermekeként született 1976. január 1-jén.[9] Nwaubanit mindkét szülő szülővárosában, Umuahiában[10], Abia államban nevelte fel az igbók körében. Családja a nigériai törzsfőnöki rendszer tagjaitól származik; dédapja, Nwaubani Ogogo Oriaku főnök – vezetéknevének forrása – híres főnök és a Royal Niger Company által engedélyezett kereskedő volt a 19. század végén. Javai között rabszolgák is voltak.[11]
10 évesen elhagyta otthonát, hogy a Federal Government Girls College Owerri bentlakásos iskolájába járjon. Pszichológiát tanult az Ibadan Egyetemen, Nigéria első számú egyetemén.[12] Tinédzserként Nwaubani titokban arról álmodozott, hogy CIA vagy KGB ügynök lesz.[12] Első jövedelmét azzal szerezte, hogy 13 éves korában megnyert egy íróversenyt.[13] Édesanyja unokatestvére, Flora Nwapa az első női afrikai író, aki könyvet adott ki. [14] Az egyetem első évében tagja volt az Idia Hall Sakkcsapatnak, és tagja volt az egyetemi (komolyzenei) kórusnak is.[15]
Nwaubani a Pulitzer-díjas újságíró, Dele Olojede által alapított, mára megszűnt nigériai NEXT újságok egyik úttörő szerkesztője volt.[16]
Debütáló regénye, az I Do Not Come to You by Chance (Nem véletlenül jöttem hozzád) 2009-ben jelent meg.[17] A könyv a nigériai e-mail-csalások világában játszódik, és egy fiatalember, Kingsley történetét meséli el, aki Boniface nagybátyjához fordul segítségért, hogy családját kihúzza a szegénységből. 2019-ben a Masobe Books megszerezte az I Do Not Come to You by Chance című könyv nigériai kiadásának jogait.[18]
A nigériai Abujában él, ahol tanácsadóként dolgozik.[19]

## Befolyások
Nwaubani aggodalmának adott hangot az afrikai regények nagyrészt komor hangvétele miatt.[20] Frank McCourt ír-amerikai író, a Pulitzer-díjas Angela's Ashes című művének tulajdonítja, hogy megmutatta neki, hogy tud komoly kérdésekről humoros hangnemben írni.[21] Nagy tisztelője P. G. Wodehouse brit humoristának is.[22]

## Díjai
- 2010: Commonwealth Writers Prize for Best First Book (Africa)[15]
- 2010: Betty Trask First Book Award[16]
- 2010: Wole Soyinka Prize for Literature in Africa finalist[17]
- 2012: Nigeria Prize for Literature shortlist[18]
- 2009: The Washington Post Best Books[19]
- 2018: Recipient of the Raven Award of Excellence for her book "Buried Beneath the Baobab Tree"[20]
- 2019: Arthur L. Carter Journalism Institute Reporting Award[21][22]

## Munkái
- I Do Not Come To You By Chance, 2009
- Buried Beneath the Baobab Tree, HarperCollins, 2018

### Magyarul megjelent
- A baobab árnyékában (Buried Beneath the Baobab Tree) – &, Budapest, 2024 · ISBN 9786156402264 · Fordította: Atlasz Florina, utószó Viviana Mazza

## Fordítás
- Ez a szócikk részben vagy egészben  az   Adaobi Tricia Nwaubani című angol Wikipédia-szócikk fordításán alapul.  Az eredeti cikk szerkesztőit annak laptörténete sorolja fel. Ez a jelzés csupán a megfogalmazás eredetét és a szerzői jogokat jelzi, nem szolgál a cikkben szereplő információk forrásmegjelöléseként.